# Hugo Conrad von Hötzendorf
Hugo Conrad von Hötzendorf (Darda, oko 1807. – Osijek, 28. veljače 1869.), slikar i likovni pedagog. 

## Život i slikarstvo
Slikarski se školovao u Beču, formirao se pod utjecajem bečkog "zavičajnog pejzaža" te razvio slikarstvo idiličnih krajeva, uključujući i figuralnu štafelažu. Slikao je akvarele, crteže pastira, seljaka, vojnika, životinja. Jedan je od najznačajnijih osječkih slikara pejsažista. Izradio je mapu od 42 crteža olovkom i izložio ju 1864. godine na Velikoj gospodarskoj izložbi u Zagrebu. Bio je vrlo uspješan i u vođenju slikarske škole.
Dvije slikarske obitelji - Hötzendorf i Pfalz - bile su temelj likovne povijesti Osijeka. Osječka gradska risarska škola otvorena je 1800. godine, a vodili su je obrazovani slikari, koji su sa svojim učenicima utemeljili likovni život Osijeka. Učitelji te slikarske škole bili su Antun Müntzberger (1800. – 1824.), Franjo Conrad von Hötzendorf (1826. – 1841.), (1841. – 1869.), Ivan Moretti (187?-1873.) te Hugo Conrad von Hötzendorf. Svojim djelovanjem ta je škola od Osijeka stvorila jako likovno središte.
Grad Osijek odužio se Hugu Conradu von Hötzendorfu nazvavši jednu od ulica u gradskoj četvrti Gornji grad njegovim imenom i postavivši njegovu bistu, koju je izradio Vanja Radauš, u Europskoj aveniji.